# Economia da Inglaterra
A economia da Inglaterra é a maior economia dos quatro países do Reino Unido. 
A Inglaterra é um país altamente industrializado. É um importante produtor de produtos têxteis e químicos. Apesar de automóveis, locomotivas e aviões estarem entre outros produtos industriais importantes da Inglaterra, uma proporção significativa de renda do país vem da cidade de Londres. Desde os anos 1990, o setor de serviços financeiros tem desempenhado um papel cada vez mais significativo na economia inglesa e a cidade de Londres é um dos maiores centros financeiros do mundo. Bancos, companhias de seguros, mercadorias e mercado de futuros estão fortemente concentrados na cidade. 
O setor de serviços na área da economia como um todo é agora o maior na Inglaterra, com a fabricação e indústrias primárias em declínio. A única grande indústria secundária que está crescendo é a indústria da construção, alimentado pelo crescimento econômico fornecido principalmente pelos serviços em crescimento, sector administrativo e financeiro. Nas últimas duas décadas o governo tem contido o crescimento de programas de bem estar social. O centro financeiro da Inglaterra é Londres.
A moeda  oficial da Inglaterra é a libra esterlina (£), ou pound, uma das mais fortes moedas do mundo. Os centavos são conhecidos como pences.  O banco central do Reino Unido, o Banco da Inglaterra, está localizado em Londres.

## História

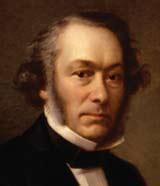
Richard Cobden (1804-1865), um expoente de uma das escolas do pensamento econômico inglesas, a Escola de Manchester.

Nos tempos medievais (séculos XI a XV), a lã era a principal indústria da Inglaterra e o principal produto de exportação do país para a Europa. Muitas cidades de mercado e portos cresceram devido às industrias. Em 1555 a Inglaterra entrou no comércio de escravos, resultando na criação do comércio triangular, onde é obtido lucro em cada parada. A infra-estrutura deficiente dificultou o desenvolvimento da indústria de grande escala, sendo que essa situação só mudou no final do século XVIII e início do século XIX quando canais e estradas de ferro começaram a ser construídos, o que fez com que a Inglaterra se tornasse a primeira nação industrializada do mundo com o advento da Revolução Industrial. Foi também nesta época a expansão ultramarina britânica, onde a Inglaterra implantou colônias (como a Índia, Estados Unidos, Canadá ou Austrália) para fornecer matérias-primas tais como algodão e tabaco. As fábricas inglesas então processavam esses bens e os vendiam, tanto no mercado interno em rápido crescimento como no exterior. As cidades cresceram e grandes centros industriais foram estabelecidos, especialmente na região de Midlands e no Norte de Inglaterra.

## Setores

### Setor primário

#### Agricultura, pecuária, pesca e silvicultura
A agricultura, que é subsidiada pela Política Agrícola Comum da União Europeia, é intensiva, altamente mecanizada, e eficiente para os padrões europeus, produzindo cerca de 60% das necessidades alimentares com apenas 2% da força de trabalho. Ela contribui com cerca de 2% do PIB. Cerca de dois terços da produção é dedicada à pecuária, e um terço para o plantio.
As principais culturas que são cultivadas são trigo, cevada, aveia, batata e beterraba. A Inglaterra é uma das nações de pesca mais importantes do mundo. Suas frotas extraem peixes de todos os tipos, que vão da solha ao arenque. Kingston upon Hull, Grimsby, Fleetwood, Great Yarmouth e Lowestoft estão entre as cidades costeiras que têm indústrias de pesca de grande porte.

### Setor secundário

#### Indústria
A indústria continua a diminuir em importância. Na décadas de 1960 e de 1970 era uma parte significativa da produção econômica da Inglaterra, no entanto, várias indústrias de fabricação pesada foram dirigidos pelo governo e não conseguiram concorrer com os mercados mundiais. Indústrias estatais foram vendidas e ao longo do século XX muitas fecharam pois foram incapazes de competir; uma situação que em grande parte reflete em outros países industrializados ocidentais. No entanto, a fabricação ainda é responsável por cerca de 26% do PIB do Reino Unido. A Inglaterra continua a ser um jogador-chave na indústria aeroespacial, de defesa, farmacêutica e química, e as empresas britânicas em todo o mundo continuam a ter um papel no setor através do investimento estrangeiro.

### Setor terciário

#### Finanças e comércio

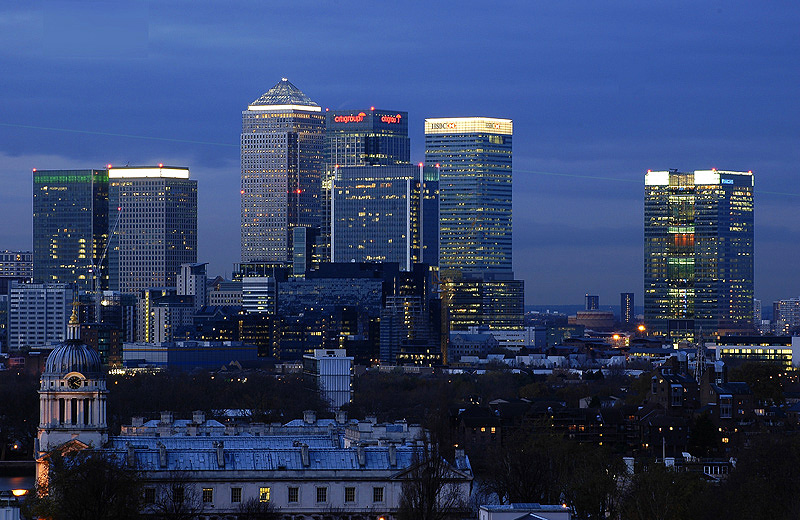
Londres, o centro financeiro da Inglaterra.

A cidade de Londres é o principal distrito financeiro de Inglaterra, e um dos centros financeiros mais importantes do mundo. É onde está localizada a Bolsa de Valores de Londres, uma das principais do mundo.
A indústrias de serviços, em especial os bancos, seguros e serviços de negócios, conta, de longe, com a maior proporção do PIB e empregam cerca de 80% da população ativa.
Leeds é o segundo maior centro financeiro da Inglaterra, com mais de 30 bancos nacionais e internacionais baseados na cidade. Mais de 124.000 pessoas estão empregadas em serviços bancários e financeiros na região.
Em Manchester localiza-se o maior setor de serviços financeiros e profissionais fora de Londres.

#### Turismo
O turismo foi responsável por £ 96 bilhões do PIB (8,6% da economia) em 2009. Ela emprega mais de 2 milhões de pessoas, cerca de 4% da população ativa. O maior centro para o turismo é Londres, que atrai milhões de turistas internacionais todo ano.